# 2021年ジャバリア事故
2021年5月10日、2021年イスラエル・パレスチナ危機中、ハマースがイスラエルに向けて発射したロケット弾がガザ地区ジャバリアに落下し、7人が死亡した。
ハマースの発表によると、午後6時にガザ市のシェイク・ラドワン地区からロケット弾を発射した。
ヒューマン・ライツ・ウォッチ（HRW）は、落下したロケット弾はアッ＝オマリ・モスク近くの殉教者サラハ・ダルドナ通りの店に衝突したとしている。事故の結果、7人が死亡（4歳児1人とティーンエイジャー1人を含む）、15人が負傷した（5人の子供を含む）。
HRWは、目撃者が「ロケット弾は無誘導型のBM-21のようだと」と語ったと述べた；HRWは、このようなミサイルの使用は戦争犯罪であるとしている。